# شهرک مرکز آموزش مهندسی رزمی
شهرک مرکز آموزش مهندسی رزمی یک منطقهٔ مسکونی در استان البرز ایران است که در دهستان گرمدره واقع شده‌است. شهرک مرکز آموزش مهندسی رزمی ۱۲۰ نفر جمعیت دارد.